# Kawasaki ER-6f
Kawasaki ER-6f – japoński motocykl sportowy produkowany w latach 2006-2016 przez Kawasaki. Model doczekał się dwóch modernizacji; w 2009 i 2012 roku.

## Omówienie

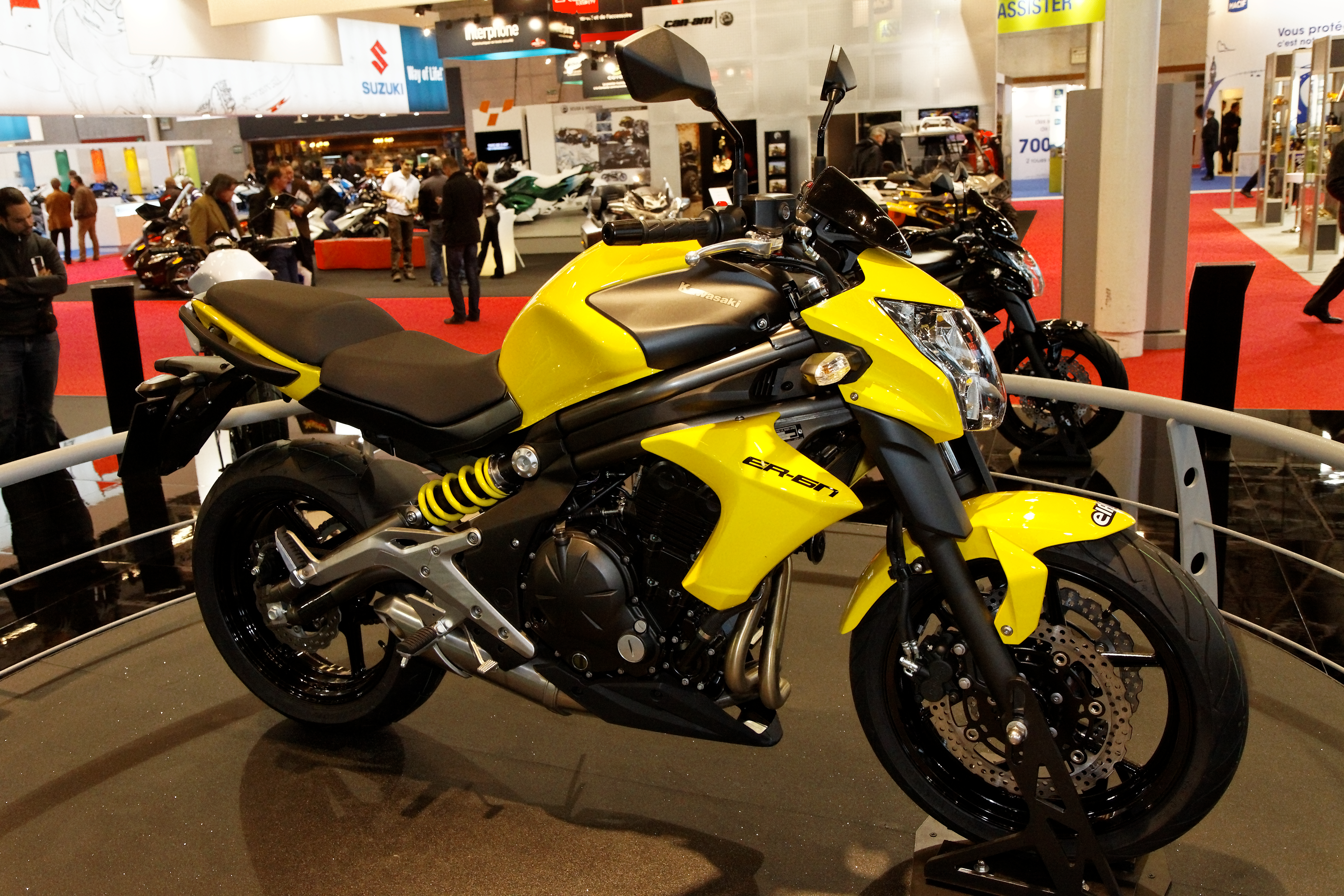
Kawasaki ER-6N

Kawasaki ER-6f wszedł do sprzedaży w 2006 roku jako wyposażona w owiewki wersja Kawasaki ER-6n (n – naked, f – fairings, ang. owiewki), a ten sam silnik trafił do modeli Versys 650 i Vulcan S.

## Pierwsza generacja, model 2006-2008
Kod fabryczny: EX650A
Pierwszy model produkowany w latach 2006-2009 posiadał pojedynczy reflektor przedni oraz analogowy zestaw zegarów z dużym prędkościomierzem wyskalowanym do wartości 220 km/h oraz czytelnym obrotomierzem wyskalowanym do wartości 13 tys. obr./min (czerwone pole od 11 tys./obr.)

## Druga generacja, model 2009-2011
Kod fabryczny: EX650C
ER-6f w 2009 roku przeszło szereg modyfikacji zarówno wizualnych jak i technicznych, otrzymując m.in. większą i wydajniejszą chłodnicę, nowe mapy wtrysku, nową zmodyfikowaną konstrukcyjnie ramę, bardziej efektywne hamulce, gumowe elementy nadwozia zmniejszające drgania, podwójny reflektor przedni wraz z nową lampą tylną w technologii LED z nowy całkowicie cyfrowy zestaw wskaźników z czerwonym podświetleniem inspirowany MotoGP.
Istotną zmianą wymuszoną nowymi przepisami był również montaż w modelach po 2009 roku nowego trójdrożnego, 300-komórkowego katalizatora spalin pozwalającego na spełnienie wymogów normy emisji spalin Euro 3. Moc i maksymalny moment obrotowy pozostały bez zmian.

## Trzecia generacja, model 2012-2016
Kod fabryczny: EX650E
2012 rok przyniósł kolejne zmiany owocujące między innymi: całkowicie nową ramą i zmniejszonym o 1,5 cm prześwitem (ze 145 mm do 130 mm), regulowaną wysokością owiewki przedniej, nowym podwójnym siedzeniem, nieco większym i wyższym zbiornikiem paliwa, nowym podwójnym reflektorem o 2 światłach pozycyjnych i nowym zestawem wskaźników – powrócił duży, analogowy, czytelny obrotomierz. Pomimo mniejszego niż w poprzednich modelach maksymalnego momentu obrotowego (64 Nm) subiektywnie motocykl przyspiesza nieco lepiej, szczególnie w niższym zakresie obrotów oraz wykazuje się nieco lepszą elastycznością. Jest to efekt kolejnych zmian układu wydechowego oraz ustawień wtrysku paliwa. Na skutek tych zmian nieco ucierpiały osiągi motocykla w maksymalnych wartościach obrotowych, prędkość maksymalna jest również nieco niższa niż w wersjach z lat poprzednich.

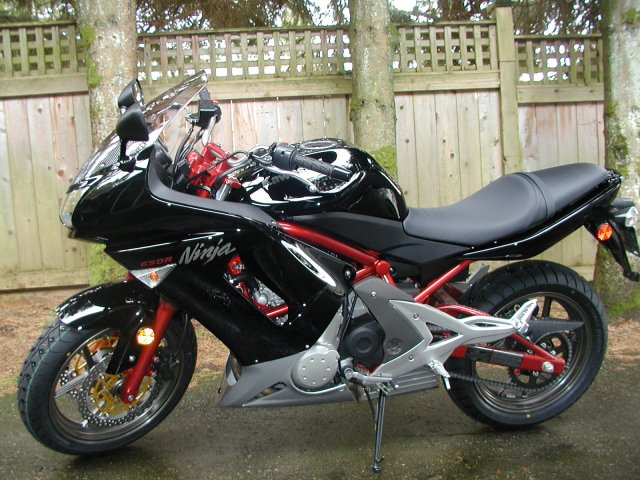
Kawasaki Ninja 650R z 2006 roku

## Obecność na innych rynkach
Na niektórych rynkach (np. amerykańskim) ER-6f był dostępny pod nazwą Ninja 650R. Poza odmiennym nazewnictwem oraz malowaniem jedynymi większymi różnicami pomiędzy motocyklami była możliwość wyposażenia ER-6f w ABS oraz podnóżki pasażera w standardzie.
Unifikacja w nazewnictwie nastąpiła w 2017, wraz z pojawieniem się następcy noszącego nazwę Kawasaki Ninja 650 na wszystkich rynkach.

## Dane techniczne

### Silnik
- Układ zasilania: Wtrysk paliwa: ø38 mm x 2 (Keihin)
- Zapłon: Elektroniczny
- Rozrusznik: Elektroniczna
- Smarowanie: Smarowanie wymuszone, misa pół-sucha
- Typ silnika: Chłodzony cieczą, 4-suwowy, rzędowy 2-cylindrowy
- Pojemność silnika: 649 cm³
- Średnica x skok tłoka: 83,0 × 60,0 mm
- Stopień sprężania: 11,3:1 do 2011, 10.8:1 od 2012[3]
- Układ rozrządu/liczba zaworów: DOHC, 8 zaworów

### Rama
- Typ ramy: Rama obwodowa, ze stali o wysokiej wytrzymałości
- Kąt pochylenia główki ramy: 25°
- Wyprzedzenie: 102 mm (do 2011), 110 mm (od 2012)[3]
- Kąt skrętu, lewy/prawy: 35°/35°

### Hamulce
- Przód: Podwójna 300 mm tarcza pół-pływająca o obrysie falistym z podwójnym zaciskiem tłoczkowym
- Tył: Pojedyncza 220 mm tarcza o obrysie falistym z pojedynczym zaciskiem tłoczkowym
- ABS jako opcjonalne wyposażenie

### Zawieszenie
- Przód: 41 mm widelec teleskopowy o skoku 120 mm (do 2011) / 125 mm (od 2012)[3]
- Tył: Bocznie umieszczony pojedynczy amortyzator z regulacją napięcia wstępnego o skoku 125 mm (do 2011) / 130 mm (od 2012)[3]

### Wymiary[3]
|                    | 2006-2008          | 2009-2011          | 2012-2016          |
| Długość            | 2105 mm            | 2100 mm            | 2110 mm            |
| Szerokość          | 770 mm             | 770 mm             | 770 mm             |
| Wysokość           | 1210 mm            | 1200 mm            | 1180 mm            |
| Rozstaw osi        | 1410 mm            | 1410 mm            | 1410 mm            |
| Prześwit           | 145 mm             | 145 mm             | 130 mm             |
| Wysokość siedzenia | 790 mm             | 790 mm             | 805 mm             |
| Masa na mokro      | 200 (204 z ABS) kg | 204 (208 z ABS) kg | 209 (211 z ABS) kg |

## Wersje kolorystyczne w poszczególnych latach[5]
|                     | 2006 | 2007 | 2008 | 2009 | 2010 | 2011 | 2012 | 2013 | 2014 | 2015 | 2016 |
| czarny              | X    | X    | X    | X    |      | X    | X    |      | X    | X    |      |
| srebrny             | X    |      |      |      |      |      |      |      |      |      |      |
| niebieski           |      | X    |      | X    |      |      |      |      |      |      |      |
| zielony             |      |      | X    | X    |      |      | X    | X    | X    |      |      |
| czarno-srebrny      |      |      |      |      | X    |      |      |      |      |      |      |
| czarno-zielony      |      |      |      |      | X    |      |      |      |      | X    | X    |
| czarno-biały        |      |      |      |      | X    |      |      |      |      | X    |      |
| czarno-pomarańczowy |      |      |      |      |      | X    |      |      | X    |      |      |
| biały               |      |      |      |      |      |      |      | X    |      |      |      |
| szary               |      |      |      |      |      |      |      |      |      |      | X    |
| czarno-czerwony     |      |      |      |      |      |      |      |      |      |      | X    |